# Bilel Ifa
Bilel Ifa (arabisch بلال العيفة, DMG Bilāl al-ʿĪfa; * 9. März 1990 in Ariana) ist ein tunesischer Fußballspieler.

## Karriere

### Klub
Im Dezember 2007 wechselte Ifa aus der Jugend des Club Africain in die erste Mannschaft und blieb bis heute dem Klub auch treu. So gewann er jeweils zwei Mal die nationale Meisterschaft als auch in zwei Spielzeiten den Pokal.

### Nationalmannschaft
Nachdem er einige wenige Einsätze in den Jugendmannschaften der tunesischen Auswahl hatte, wurde er erstmals am 19. November 2008 zur 46. Minuten in einem Freundschaftsspiel gegen Ghana eingewechselt. Danach kam er hin und wieder zum Einsatz und hatte seinen letzten Einsatz im August 2013. In dieser Zeit stand er im finalen Kader beim Afrika-Cup 2010, 2012 und 2013.